# Armin Only
Armin Only es el nombre de una serie de conciertos de música electrónica en torno a la figura del DJ y productor neerlandés de música trance, Armin van Buuren.
Tienen una duración aproximada de 8-9 horas, durante las cuales Armin van Buuren es acompañado por diferentes artistas.

## Ediciones

### Armin Only - The Next Level
Fue el primer Armin Only. Tuvo lugar en el estadio Ahoy Rotterdam, Róterdam, Países Bajos, el 12 de noviembre de 2005.

### Armin Only - Ahoy' 2006
El 11 de noviembre de 2006 tuvo lugar la segunda edición, también en el estadio Ahoy Rotterdam, Róterdam, Países Bajos.

### Armin Only - Imagine
En 2008, a fin de promocionar su nuevo disco de estudio, "Imagine", tuvo lugar el tercer evento de Armin Only. En él, Armin van Buuren mezcló durante 9 horas diferentes sets inspirados en cada uno de los cinco sentidos (oído, tacto, vista, gusto y olfato).
Por primera vez en la historia de los Armin Only, en lugar de ser un evento único, se transformó en una gira con varias actuaciones en diferentes partes del mundo. Estas fueron las ciudades y fechas:
- 19-04-2008 Utrecht, Países Bajos.
- 06-06-2008 Sídney, Australia.
- 08-06-2008 Melbourne, Australia.
- 28-06-2008 Bucarest, Rumania.
- 25-10-2008 Hasselt, Bélgica.
- 29-11-2008 Poznan, Polonia.
- 31-12-2008 Los Ángeles, Estados Unidos.

### Armin Only - Mirage
En 2010, se anunció una nueva gira para celebrar el lanzamiento de su nuevo álbum de estudio, "Mirage". Estas fueron las ciudades y fechas elegidas:
- 13-11-2010 Utrecht, Países Bajos.
- 04-12-2010 Kiev, Ucrania.
- 10-12-2010 Buenos Aires, Argentina.
- 11-12-2010 Buenos Aires, Argentina.
- 31-12-2010 Melbourne, Australia.
- 22-01-2011 Beirut, Líbano.
- 12-02-2011 San Petersburgo, Rusia.
- 19-02-2011 Poznan, Polonia.
- 06-05-2011 Moscú, Rusia.
- 07-05-2011 Moscú, Rusia.
- 10-06-2011 Bratislava, Eslovaquia.

### Armin Only - Intense
En 2013, se anunció una nueva gira para promover su nuevo álbum de estudio, "Intense". Inicialmente, se dieron a conocer dos fechas: el viernes 15 y el sábado 16 de noviembre; y la ciudad elegida fue Ámsterdam, Países Bajos, concretamente en el recinto Ziggo Dome.
Tras este estreno, Armin anunció la ampliación del evento "Armin Only - Intense", convirtiéndolo en una gran gira mundial. Estas fueron las ciudades y fechas elegidas:
- 28-12-2013 Kiev, Ucrania.
- 24-01-2014 Bombay, India.
- 07-02-2014 Sofía, Bulgaria.
- 08-02-2014 San Petersburgo, Rusia.
- 21-02-2014 Minsk, Bielorrusia.
- 22-02-2014 Helsinki, Finlandia.
- 11-04-2014 Nueva York, Estados Unidos.
- 17-04-2014 Chicago, Estados Unidos. Cancelado
- 19-04-2014 Toronto, Canadá.
- 01-05-2014 San José, Estados Unidos.
- 03-05-2014 Vancouver, Canadá.
- 09-05-2014 Los Ángeles, Estados Unidos.
- 10-05-2014 San Diego, Estados Unidos.
- 16-05-2014 Monterrey, México.
- 17-05-2014 Ciudad de México, México.
- 30-05-2014 Manila, Filipinas.
- 31-05-2014 Taipéi, Taiwán.
- 04-06-2014 Brisbane, Australia. Cancelado
- 06-06-2014 Melbourne, Australia.
- 07-06-2014 Melbourne, Australia.
- 08-06-2014 Sídney, Australia.
- 14-06-2014 Johannesburgo, Sudáfrica.
- 20-09-2014 Valencia, España.
- 27-09-2014 Moscú, Rusia.
- 03-10-2014 São Paulo, Brasil.
- 04-10-2014 Buenos Aires, Argentina.
- 10-10-2014 Medellín, Colombia.
- 11-10-2014 Quito, Ecuador.
- 31-10-2014 Ostrava, República Checa. Cancelado
- 08-11-2014 Bucarest, Rumania.
- 22-11-2014 Amberes, Bélgica.
- 05-12-2014 Ámsterdam, Países Bajos.
- 06-12-2014 Ámsterdam, Países Bajos.

### Armin Only - Embrace

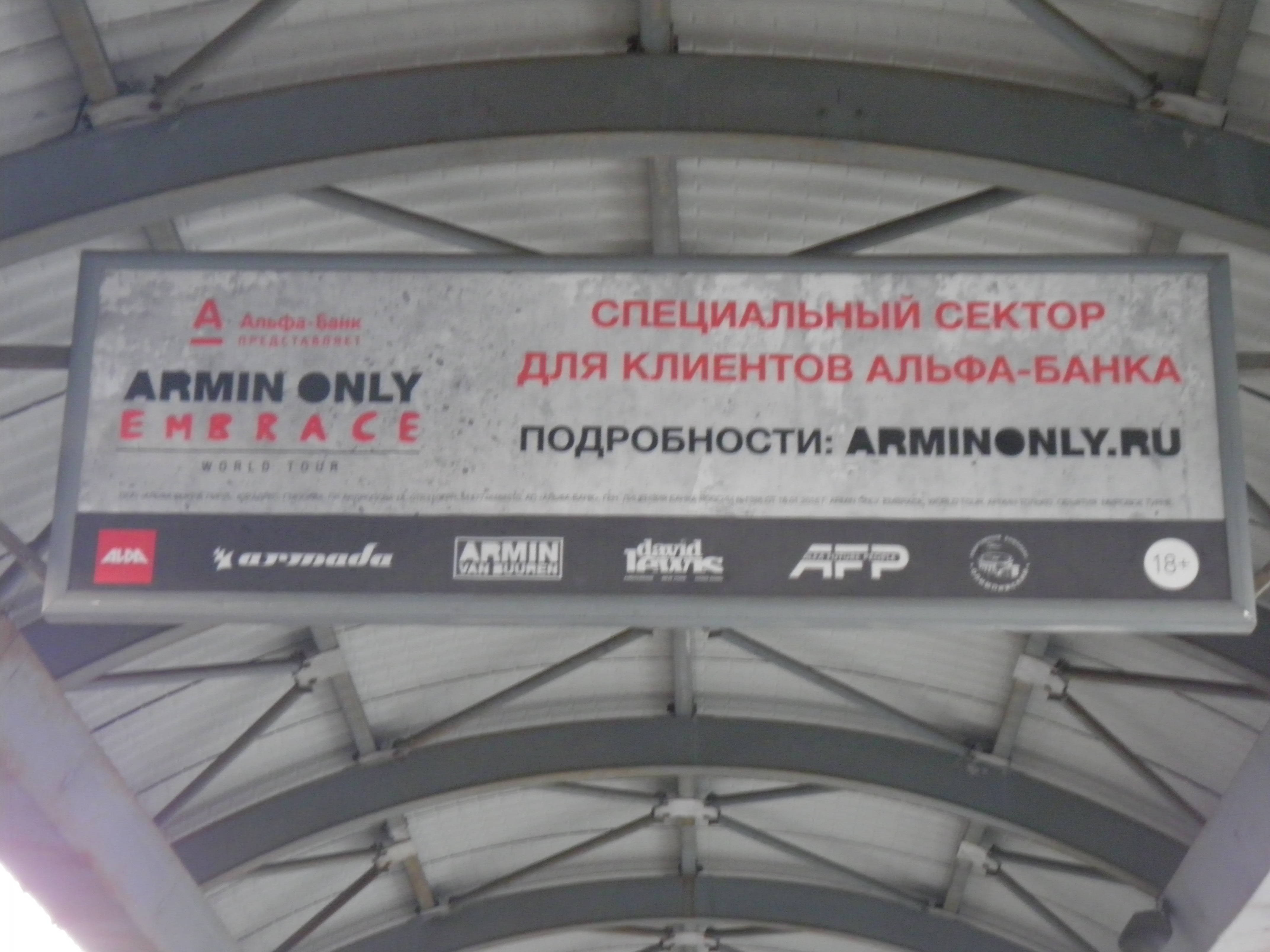
Anunció de concierto en San Petersburgo, 2017.

En 2015, Armin publicó su nuevo álbum de estudio, "Embrace" y se anunció una gira mundial para celebrar dicho lanzamiento. El inicio de la gira tuvo lugar los días 6 y 7 de mayo de 2016. La ciudad escogida fue Ámsterdam, Países Bajos y el escenario, como en la anterior edición, fue el Ziggo Dome.
Posteriormente, se celebró en otros lugares. Estas fueron las ciudades y fechas elegidas:
- 14-05-2016 Gdansk, Polonia.
- 20-05-2016 Dubái, Emiratos Árabes Unidos.
- 10-06-2016 Melbourne, Australia. Cancelado
- 12-06-2016 Sídney, Australia. Cancelado
- 30-07-2016 Marbella, España.
- 17-09-2016 Sofía, Bulgaria.
- 29-09-2016 Jerusalén, Israel.
- 30-09-2016 Estambul, Turquía.
- 01-10-2016 Minsk, Bielorrusia.
- 08-10-2016 Ciudad de México, México.
- 18-11-2016 Shanghái, China.
- 19-11-2016 Macao, China.
- 25-11-2016 Manila, Filipinas. Cancelado
- 26-11-2016 Taipéi, Taiwán.
- 09-12-2016 São Paulo, Brasil.
- 28-01-2017 Sídney, Australia.
- 03-02-3017 Oakland, Estados Unidos.
- 04-02-2017 Los Ángeles, Estados Unidos.
- 25-02-2017 Kiev, Ucrania.
- 03-03-2017 Colonia, Alemania.
- 17-03-2017 Moscú, Rusia.
- 31-03-2017 Yakarta, Indonesia.
- 01-04-2017 Singapur.
- 08-04-2017 Buenos Aires, Argentina.  Cancelado

### The Best Of Armin Only
En 2016, Armin anunció un evento especial para celebrar su 20 aniversario como DJ profesional. Tuvo lugar los días 12 y 13 de mayo de 2017 en Ámsterdam, Países Bajos, en el estadio Amsterdam Arena.

### This Is Me & This Is Blah Blah Blah
El 12 de noviembre de 2019, Armin, tras lanzar Balance, anunció un nuevo show especial para los días 21 y 22 de mayo de 2020 en el Ziggo Dome (Ámsterdam). El show se titularía This Is Me y seguiría los pasos de los Armin Only: él sería el artista principal y en este caso actuaría durante cuatro horas y media. En el anuncio, Armin justificó este espectáculo como una celebración de sus 25 años de experiencia como productor, de hecho se refería a Balance como una prueba de este enfoque personal e íntimo que él pone en cada producción desde que ha empezado; buscando el equilibrio entre el trabajo, la producción musical y su vida personal. This Is Me prometía ser un show único donde Armin mostraría "todos sus lados en un único lugar: performances en los mainstages, A State of Trance, Armin Only, hits de radio y mucho más". Posteriormente, se añadieron los días 20 y 23 de mayo y un show adicional "para todas las edades" para el día 23 de mayo con el nombre de This Is Blah Blah Blah.
Debido a la pandemia de COVID-19, el show tuvo que ser cancelado y se pospuso para los días 20, 21 y 22 y 23 de mayo de 2021, siendo el 22 de mayo también el día del show "para todas las edades". Posteriormente, estas fechas tuvieron que ser modificadas por la misma razón y finalmente el show se celebró los días 2, 3, 4 y 5 de junio de 2022 bajo el nombre This Is Me - Feel Again, siendo el 4 de junio también el día del show "para todas las edades", el cual se celebró separadamente.

## Material Audiovisual
La página web oficial de Armin Only Archivado el 25 de octubre de 2019 en Wayback Machine. cuenta con imágenes en alta calidad de varios de los shows, además tiene la opción de redirigir a la página oficial de Armin Only en Facebook con varios álbumes de imágenes. Además del material meramente fotográfico hubo varios lanzamientos en DVD, Blu-Ray y YouTube de varios de los shows:
2006: Armin Only - The Next Level: DVD.
2007: Armin Only - Ahoy' 2006: 2xDVD.
2008: Armin Only - Imagine: 2xDVD.
2011: Armin Only - Mirage: DVD; Blu-ray.
2012: Armin Only - Mirage (Full Show): YouTube.
2012: Armin Only: Imagine 2008 (Full Show): YouTube.
2014: Armin Only - Intense Live Registration & The Road Movie: DVD incluido en Armin Only - Intense (The Most Intense Edition).
2016: Armin Only: Intense (The Final Show) [Live at Ziggo Dome, Ámsterdam]: YouTube.
2016: Armin Only Embrace - Vinyl Set: YouTube.
2019: The Best Of Armin Only (Full Show) [Live from the Johan Cruijff Arena - Ámsterdam, The Netherlands]: YouTube.

### Otro material audiovisual
2022: Armin van Buuren presents This Is Me - Feel Again - Original Concert Film: On Air.